# Rivage Tower
La Rivage Tower est un gratte-ciel de la ville de Panama, au Panama.

## Historique
La Rivage Tower, est un immeuble résidentiel de 68 étages et de 233 mètres de haut, est située sur l'Avenue Balboa (es) à Panama City.
La construction a commencé en mars 2007 et s'est terminée en 2011.